# Bataille des Cèdres
Guerre d'indépendance des États-Unis
Batailles
La bataille des Cèdres est une série de confrontations militaires liées à l'invasion du Canada, lors de la guerre d'indépendance des États-Unis. Les escarmouches sont survenues en mai 1776 à et autour des Cèdres, à l'ouest de Montréal, au Québec entre des Britanniques soutenus par des Iroquois et l'Armée continentale.
Le site des affrontements est désigné lieu historique national du Canada depuis 1928.